# Axioma Ethica Odini
Axioma Ethica Odini är det elfte studioalbumet med det norska metal-bandet Enslaved. Albumet utgavs hösten 2010 av skivbolaget Indie Productions i Europa och av Nuclear Blast i USA.

## Låtlista
1. "Ethica Odini"(Kjetil Tvedte Grutle/Ivar Skontorp Peersen) – 7:59
2. "Raidho" (Peersen) – 6:02
3. "Waruun" (Peersen) – 6:42
4. "The Beacon" (Grutle/Peersen) – 5:38
5. "Axioma" (Grutle/Peersen) – 2:20
6. "Giants" (Grutle/Peersen) – 6:37
7. "Singular" (Peersen) – 7:43
8. "Night Sight" (Peersen) – 7:37
9. "Lightening" (Grutle/Peersen) – 7:51

## Medverkande
Enslaved
- Grutle Kjellson (eg. Kjetil Tvedte Grutle) – sång, basgitarr, synthesizer
- Ivar Bjørnson (Ivar Skontorp Peersen) – gitarr, ljudeffekter, synthesizer
- Ice Dale (Arve Isdal) – sologitarr
- Herbrand Larsen – keyboard, orgel, sång, synthesizer
- Cato Bekkevold – trummor, percussion

Produktion
- Grutle Kjellson – producer, omslagsdesign
- Ivar Bjørnson – producer, ljudtekniker
- Ice Dale – ljudtekniker
- Herbrand Larsen – producent, ljudtekniker
- Iver Sandøy – producent, ljudtekniker
- Jens Bogren – mixning
- Chris Sansom – mastering
- Truls Espedal – omslagsdesign
- Mirjam O. Vikingstad – foto